# 相模灣棘花鮨
相模灣棘花鮨，又稱相模灣棘花鱸，為輻鰭魚綱鱸形目鱸亞目鮨科的其中一種，分布於西北太平洋的日本相模灣海域，棲息深度40-120公尺，體長可達6公分，生活在沙石底質海域，為底棲性魚類，屬肉食性，生活習性不明。
种名 sagamiensis 意为日本“相模湾的”。

## 擴展閱讀
維基物種上的相關：相模灣棘花鮨